# Euryolpium salomonis
Euryolpium salomonis är en spindeldjursart som först beskrevs av Beier 1935.  Euryolpium salomonis ingår i släktet Euryolpium och familjen Olpiidae. Inga underarter finns listade i Catalogue of Life.